# قلعه‌نو (شازند)
قلعه‌نو یا قلعه نوی کریم بیگ بياتي روستایی در دهستان هندودر بخش سربند شهرستان شازند استان مرکزی ایران است.

## جغرافیا
موقعیت روستا در مرز استان‌های لرستان و مرکزی قرار گرفته‌است به طوریکه مرز بین این دو بخش در بخش کوهستانی، بروش آبریز تعیین می‌گردد. به این معنی که آب بارانی که از نوک کوه به سمت راست بریزد مربوط به سربند(اراک) و آبی که به سمت چپ بریزد مربوط به منطقه جاپلق(لرستان) می‌باشد. با فعالیت سد کمال صالح این روستا به‌طور کامل تخلیه شده‌است.و به همراه دیگر روستاها مانند ده نصیر، کمالصالح، قرجعلی (حسن اباد)، و مقداری از قلعه خلیفه بزیر آب رفته است اما برخی زمینهای بالادست روستا، بسمت مرز لرستان، قابل کشت است. در سنگ نبشته های مکشوف کهن این دیار آمده است سه صد بگذشت و نوادگان حبقّوق نبی از بلاد توی سیرکان [تویسرکان] به این کوی رخت بیانداختند و زندگی سر گرفتند . آورده اند که نوادگان پیامبر حبقوق [حیقوق نبی] کتاب آسمانی جد خود را با خود داشته اند و از هراس راهزنان و سارقان از روی اصل کتاب کتابتها کرده پس اصل کتاب را پنهان یا در محلی دفن نمودند . بر عقاید متواتره مردمان سلف این روستا که در کتاب جد خود حیقوق نبی آمده است گفته اند ... پس به انتظار پسر انسان که پاک از هر رجس و گناه است بمانید و بر دین جد او شتاب کنید ...الخ .

## جمعیت و قوم‌شناسی
بر پایه سرشماری عمومی نفوس و مسکن در سال ۱۳۹۵ جمعیت این روستا ۱۴۸ نفر (۴۵خانوار) بوده‌است.
بزرگترین خاندان روستای قلعه کریم بیگ را می‌توان صراحتاً قوم بیات و جهانگیرخان (جهانگیری) نام برد که بعد از زلزله سربند دربند شمیران طهران به این منطقه کوچ نمودند و تعدادی نیز به محله بیاتی‌ها در منطقه عودلاجان طهران هجرت کردند. در سالهای ۱۲۲۰ تا ۱۲۷۰ شمسی طایفه بیاتی از قلعه کریم بیگ به اراک رخت سفر بستند که اکنون بازماندگان آنان در اراک و تهران ساکن هستند

### زبان ، گویش و مذهب
اساساً بیاتی‌ها تات می‌باشند ولی اکنون این زبان در میان این طایفه به فراموشی سپرده شده‌است.
مذهب
مردمان اين روستا‌ از ابتدا یکتا پرست و بر دین جد خود حیقوق نبی بوده اند ولي بعدها بدليل همجواري با مسلمانان و طبق فرامین کتاب مقدس حیقوق نبی دين اسلام و مذهب اثني اشعري را برگزيدند .